# João Gomes Cravinho
João Titterington Gomes Cravinho (Coimbra, 16 de junho de 1964), filho de João Cravinho, é um diplomata e político português. Desempenhou entre 2022 e 2024, o cargo de Ministro dos Negócios Estrangeiros no XXIII Governo do primeiro-ministro António Costa. No XXI e XXII Governo desempenhou as funções de Ministro da Defesa Nacional.

## Biografia
João Gomes Cravinho nasceu em 1964. É Doutorado em Ciência Política, pela Universidade de Oxford, e com mestrado e licenciatura pela London School of Economics.
Foi Professor na Universidade de Coimbra.
Durante o seu tempo no Serviço Europeu de Ação Externa, Cravinho atuou como chefe da delegação da União Europeia no Brasil de 2015 a 2018 e à Índia de 2011 a 2015. Antes disso, ele ocupou o cargo de Secretário de Estado dos Negócios Estrangeiros e Cooperação no governo de José Sócrates.
Sob a liderança de Cravinho como Ministro da Defesa Nacional (2018-2022), a Força Aérea Portuguesa comprou cinco aeronaves de transporte militar KC-390 e um simulador de voo da empresa aeroespacial brasileira Embraer por 827 milhões de euros (932 milhões de dólares) em 2019.
Em 2020, Cravinho anunciou que o exército Português ajudaria Moçambique a treinar soldados, fuzileiros navais e outras forças locais para enfrentar uma insurgência em Cabo Delgado. Em Maio de 2021, Cravinho e o seu homólogo moçambicano Jaime Neto assinaram um acordo no qual Portugal comprometeu-se a aumentar o seu número de tropas em Moçambique para 80 até 2026 e a treinar soldados moçambicanos para enfrentar a insurgência, partilhar informações e ajudar o país a usar drones para rastrear os movimentos dos militantes.
Após as eleições legislativas de 2022, foi nomeado Ministro dos Negócios Estrangeiros do XXIII Governo Constitucional.
Em fevereiro de 2023, foi noticiado que João Gomes Cravinho andou com a carta de condução caducada durante sete anos (entre os 50 e os 57 anos de idade) e é suspeito de ter beneficiado de tratamento de favor do antigo presidente do Instituto de Mobilidade e dos Transportes, Eduardo Feio, para reaver o título sem cumprir as formalidades legalmente exigidas. O político está a ser investigado por abuso de poder e tráfico de influências.
Atualmente, é professor da disciplina "A União Europeia como ator de defesa" na Sciences Po em Paris.

### Condecorações[10]
- Comendador da Ordem Nacional do Reconhecimento Centro-Africana da Centráfrica (19 de Dezembro de 2019)
- Comendador da Ordem Nacional da Legião de Honra de França (15 de Setembro de 2021)